# Miškovci
Miškovci (cyr. Мишковци) – wieś w Bośni i Hercegowinie, w Republice Serbskiej, w gminie Derventa. W 2013 roku liczyła 528 mieszkańców.